# 馬里昂縣 (田納西州)
馬里昂縣（英語：Marion County）是位於美国田纳西州南部的一個郡，南鄰喬治亞州和亚拉巴马州，面積1,327平方公里。根據2020年美國人口普查，共有人口28,837人。縣治贾斯珀（Jasper）。該縣成立於1817年11月2日，縣名紀念美國獨立戰爭時期將領法蘭西斯·馬里昂。